# Jacob Kotze

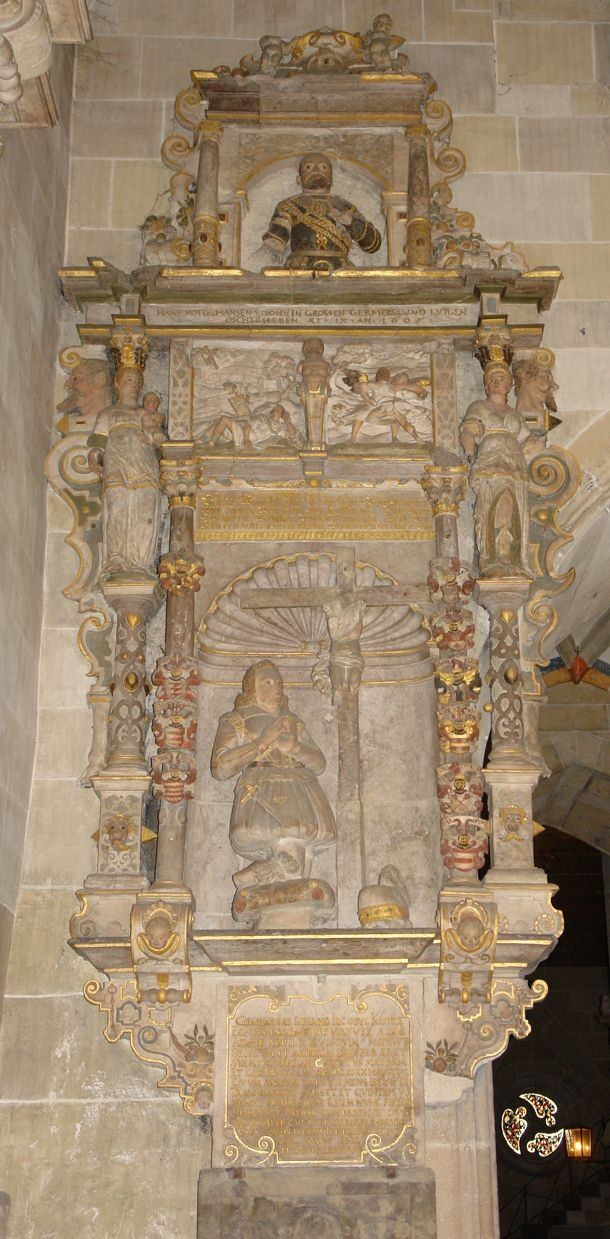
Gedächtnismal für Jacob Kotze (1590–1606) in der Stiftskirche Tübingen

Jacob Kotze, modernisiert Jakob Kotze, (* 1590 in Groß Germersleben; † 10. Oktober 1606 in Tübingen) war ein sächsischer Adliger, der während seines Studiums an den Windpocken starb. An ihn erinnern ein Grabmal sowie ein Gedächtnismal mit zwei Inschriften in der Vorhalle der Tübinger Stiftskirche seitlich der südwestlichen Türe.

## Leben
Jacob Kotze stammte aus dem obersächsischen Adelsgeschlecht Kotze. Sein Vater war der Rittergutsbesitzer Johann (Hans) Kotze auf Groß Germersleben und Klein Oschersleben. Seine Mutter hieß Anna und war eine geborene von Bartensleben. Er ging zunächst zum Studium an die Universität Helmstedt und wechselte später an die Universität Altdorf. Zuletzt studierte er wenige Wochen an der Universität Tübingen die freien Künste und dazugehörige Sprachen.
Über dem 17-Jährigen soll berichtet worden sein, dass er fünf Universitäten besucht habe. Um ihn trauern Religion, Wissenschaft und das Vaterland (pietas, minerva et patria) zusammen mit der Familie. In seiner Lebensbeschreibung werden aber nur die drei Universitäten Helmstedt, Altdorf und Tübingen erwähnt und ausdrücklich gesagt, dass er wohl noch an anderen Universitäten des In- und Auslandes studiert hätte, wenn er länger am Leben geblieben wäre.
Jacob Kotze erkrankte in Tübingen an einer Kinderkrankheit, die damals als Kindsblattern oder Durchschlecht bezeichnet wurde. Es sind die heutigen Windpocken. Im Erwachsenenalter kann der Verlauf dieser Krankheit tödlich enden, wie es bei Jacob Kotze nach knapp zwei Wochen der Fall gewesen ist. Hätte Jacob Kotze in den ersten Tagen des Krankheitsverlaufes sich bei Essen und Trinken entsprechend eingeschränkt und Arzneimittel aus der Apotheke eingenommen, hätte ihm geholfen werden können. So aber starb er innerhalb kurzer Zeit am Morgen des zwischen 7 und 8 Uhr. Der Tübinger Superintendent Johann Georg Sigwart war am vorherigen Abend zu ihm zum letzten Abendmahl gerufen worden, was Jacob Kotze noch rechtzeitig vor seinem Tod gereicht werden konnte.
Seine Beisetzung fand in Tübingen statt, die Leichenpredigt von Johann Georg Sigwart erschien in Druck. In Magdeburg erschien eine 2. Auflage dieser Leichenpredigt, die u. a. durch eine Trostschrift ergänzt wurde.

## Epitaph
Die zentrale Zone des Gedächtnismals zeigt den jungen Jacob Kotze kniend vor einem Kruzifix. Diese Szene wird von zwei Säulen mit insgesamt 14 Wappen eingerahmt, von denen noch 10 erhalten sind. Mit Bezug auf den Vornamen des Verstorbenen sind in zwei Reliefs oberhalb der Hauptdarstellung rechts Jacobs Kampf mit Jabbok (1. Mose 32, 23-33) und links Jakobs Traum von der Himmelsleiter (1. Mose 28, 10-16) dargestellt. Der Vater des Verstorbenen wird als Brustbild oberhalb der beiden Reliefs gezeigt. Darüber bekrönt eine Darstellung der Mutter in einem Medaillon das Gedächtnismal.